# Molewo (obwód smoleński)
Molewo (ros. Молево) – wieś (ros. деревня, trb. dieriewnia) w zachodniej Rosji, w osiedlu wiejskim Czistikowskoje rejonu rudniańskiego w obwodzie smoleńskim.

## Geografia
Miejscowość położona jest nad Olszanką, przy drodze regionalnej 66N-1628 (66N-1611 / Leszno – Molewo), 6,5 km od drogi federalnej R120 (Orzeł – Briańsk – Smoleńsk – granica z Białorusią), 6,5 km od najbliższego przystanku kolejowego (439 km), 9 km od centrum administracyjnego osiedla wiejskiego (Czistik), 16 km od centrum administracyjnego rejonu (Rudnia), 49 km od Smoleńska.

## Demografia
W 2010 r. miejscowość zamieszkiwały 2 osoby.

## Historia
W czasie II wojny światowej od lipca 1941 roku wieś była okupowana przez hitlerowców. Wyzwolenie nastąpiło w październiku 1943 roku.